# Бояршинов, Георгий Владимирович
Гео́ргий Влади́мирович Боя́ршинов (род. 24 августа 1990 года, Лангепас, ХМАО, РСФСР, СССР) — российский  хоккеист.

## Биография
Родился в 1990 году в Лангепасе. Игровую карьеру начал в сезоне 2008/2009 в составе челябинской молодёжной команды Трактор-2, с 2009 вошедшей в МХЛ под названием «Белые Медведи». В 2011/2012 году защищал ворота молодёжной «Олимпии» из Кирово-Чепецка, а затем ворота клубов ВХЛ — клинского «Титана» (2013—2014), «Рязани» (2014—2015) и тюменского «Рубина» (2015—2016).
В 2016 году подписал контракт с клубом КХЛ «Югра» Ханты-Мансийск, а в 2017 — с пекинским «Куньлунь Ред Стар», в системе которого выступал за харбинский клуб ВХЛ «Куньлунь Ред Стар Хэйлунцзян». С 18 октября 2018 года перешёл в клуб Украинской хоккейной лиги «Кременчуг». В сезоне 2018/2019 клуб стал вторым в регулярном чемпионате и дошёл до полуфинала плей-офф.
В 2019 году вернулся в Челябинск и стал тренировать юниоров «Трактора».